# Стівен Бреєр
Стівен Бреєр (англ. Stephen Breyer; нар. 15 серпня 1938, Сан-Франциско, Каліфорнія) — американський юрист, член Верховного суду США з 1994 до 2022 року. Був номінований президентом США Біллом Клінтоном. До призначення на посаду члена Верховного суду був головою Апеляційного суду першого округу.

## Життєпис
Народився в єврейській родині Анни Робертс і Ірвінга Джеральда Бреєра. Закінчив Стенфордський університет, а потім навчався в юридичній школі Гарварду, де згодом викладав. Серед його вчителів був один з «архітекторів» нюрнберзького процесу Бенджамін Каплан.
Бреєр вільно володіє французькою мовою.
З 1980 до 1994 року він був суддею в Апеляційного суду першого округу (з 1990 по 1994 роки був головою цього суду).
Після відставки Гаррі Блекмана Бреєр був номінований Президентом Клінтоном на посаду члена Верховного суду. Після затвердження Сенатом він обійняв посаду 3 серпня 1994 року.
Вважається одним із ліберальних членів суду. Член Американського філософського товариства (2004).
2022 року Бреєр оголосив про свій намір піти у відставку. 25 лютого президент Джо Байден номінував на заміну Бреєру кандидатуру Кетанджі Браун Джексон, яка колись працювала його помічницею (англ. law clerk). Після затвердження Сенатом вона стала першою в історії жінкою-афроамериканкою на посаді судді Верховного суду. 30 червня 2022 року Браун Джексон склала присягу судді Верховного суду, змінивши на цій посаді Бреєра.